# Smokin' On
"Smokin' On" é uma canção dos rapper's estadunidenses Snoop Dogg e Wiz Khalifa com a participação de Juicy J.  Foi a primeira faixa da banda sonora Mac & Devin Go to High School.

## Faixas e formatos
| Descarga digital | |         |  |
| N.º              | Título | Duração |  |
| 1.               | "Smokin' On" (versão do álbum) (com Juicy J)                                                               | 4:28    |  |
| 2.               | "Smokin' On" (Mac and Devin Remade Instrumental: Originally Recorded By Wiz Khalifa, Snoop Dogg & Juicy J) | 4:01    |  |

## Desempenho nas paradas
| Paradas (2011)                                    | Melhor posição |
| ------------------------------------------------- | -------------- |
| Estados Unidos (Billboard Bubbling Under Hot 100) | 17             |
| Estados Unidos (Billboard Rap Digital Songs)      | 23             |